# جو هورن
جو هورن (بالإنجليزية: Joe Horn)‏ هو لاعب كرة القدم الكندية أمريكي، ولد في 16 يناير 1972 في توبيلو في الولايات المتحدة.

## وصلات خارجية
- جو هورن على موقع إي إس بي إن.كوم (أن.أف.أل)3
- جو هورن على موقع مرجع كرة القدم المحترفة.كوم (الإنجليزية)